# Veselí nad Lužnicí
Veselí nad Lužnicí là một thị trấn thuộc huyện Tábor, vùng Jihočeský, Cộng hòa Séc.